# Codex Seidelianus I
Codex Seidelianus I (Gregory-Aland no. Ge albo 011; Soden ε 87) – grecki rękopis Nowego Testamentu z tekstem czterech Ewangelii, pisany uncjałą na pergaminie. Paleograficznie datowany jest na IX wiek (albo X wiek). Nazwa pochodzi od odkrywcy. Nazywany też bywa Codex Wolfii A, od jego drugiego właściciela. Inna jego nazwa to Codex Harleianus. Tekst rękopisu reprezentuje bizantyńską tradycję tekstualną, jest nisko oceniany przez krytyków tekstu i w rezultacie rzadko cytowany we współczesnych wydaniach greckiego Nowego Testamentu.

## Opis
Kodeks zawiera cztery Ewangelie (z pewnymi lukami) na 252 pergaminowych kartach (25,7 cm na 21,5 cm). Karta 107. zachowała się w połowie. Trzy karty zostały uzupełnione na papierze, 154. uzupełniona została w XII wieku, a karty 65. oraz 243. w XIV wieku.
Tekst pisany jest uncjałą, w dwóch kolumnach na stronę, po 21 linijek w kolumnie. Litery są niewielkie, kształty liter przypominają późną uncjałę, zwłaszcza takie litery jak delta oraz theta. W Ewangelii Łukasza w genealogii Jezusa każde imię umieszczono w osobnej linii. Przy pomocy małego czerwonego krzyża oznaczone zostały spacje. Spacje są zgodne z systemem kolometrycznym. Tekst stosuje przydechy i akcenty, jednak często w sposób nieregularny. Nagłówki są dekorowane, podobnie jak inicjały na początku Ewangelii.
Tekst ewangeliczny dzielony jest według dwóch systemów, według dłuższych jednostek, κεφαλαια (rozdziały) oraz według krótkich Sekcji Ammoniusza. Numery κεφαλαια oraz sekcji umieszczono na bocznym marginesie. W górnym marginesie umieszczono τιτλοι (tytuły rozdziałów). Podział według Sekcji Ammoniusza uzupełniony został odniesieniami do Kanonów Euzebiusza (pisane pod numerami Sekcji Ammoniusza). Numery Sekcji Ammoniusza oraz Kanonów Euzebiusza pisane są w kolorze czerwonym. W Ewangelii Mateusza część numerów Sekcji Ammoniusza podana została w kolorze czarnym (od μγ' do ρμ').
Luki
Mateusz 1,1-6,6; 7,25-8,9; 8,23-9,2; 28,18-Marek 1,13; Marek 14,19-25; Łukasz 1,1-13; 5,4-7,3; 8,46-9,5; 12,27-41; 24,41-fin, Jan 18,5-19; 19,4-27.

## Tekst

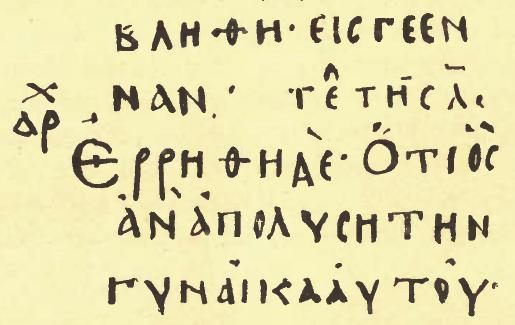
Mt 5,30-31 (facsimile Tregellesa)

Grecki tekst kodeksu reprezentuje bizantyńską tradycję tekstualną z pewną liczbą niebizantyńskich naleciałości przypominających tekst cezarejski. Hermann von Soden zaklasyfikował do rodziny tekstualnej Ki (dzisiaj oznaczanej symbolem E).
Kurt Aland dał mu profil 1761 871/2 42 21s. Profil ten oznacza, że kodeks wspiera tekst bizantyński przeciwko „oryginalnemu” w 176 miejscach, współbrzmi zarówno z tekstem bizantyńskim jak i „oryginalnym” w 87 miejscach, wspiera tekst „oryginalny” przeciwko bizantyńskiemu w 4 miejscach. Ponadto kodeks posiada 21 sobie właściwych wariantów. W oparciu o ten profil tekst rękopisu został zaklasyfikowany do V kategorii Alanda, jakkolwiek liczba niebizantyjskich wariantów jest stosunkowo wysoka (21 spośród 288), w porównaniu z innymi rękopisami należącymi do tej kategorii (kodeks E tylko 9 z 326). Wiele niebizantyńskich wariantów ma charakter cezarejski.
Według Claremont Profile Method, tj. metody wielokrotnych wariantów, przekazuje standardowy tekst bizantyński zgodny z rodziną tekstualną Kx. Metodą tą przebadano tylko trzy rozdziały Ewangelii Łukasza (1; 10; 20), ale rozdział 10. jest niekompletny. Kx oznacza standardowy tekst bizantyjski.

## Historia

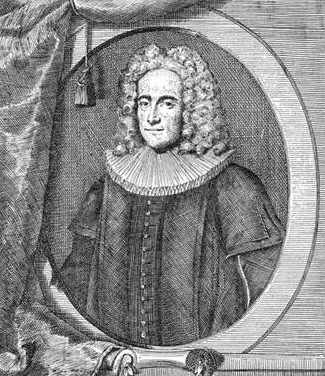
Johann Christoph Wolf, jeden z właścicieli kodeksu

Griesbach datował rękopis na wiek XI lub XII. Scrivener datował go na wiek X, Gregory na IX lub X. Obecnie INTF datuje go na wiek IX. British Library datuje na wiek IX/X. Pewne utrudnienie w paleograficznym datowaniu może mieć niewielki rozmiar liter i niezbyt staranny charakter pisma.
Na początku XVII wieku kodeks został przywieziony ze Wschodu przez Andreasa Erasmusa Seidela (wraz z kodeksem Seidelianus II). Po jego śmierci, w 1718 roku, nabył go La Croze, królewski bibliotekarz z Berlina, który podarował go Wolfowi (świadczą o tym adnotacje na stronach 301, 338, 358), który w 1723 roku skolacjonował tekst rękopisu. W 1721 roku Wolf posłał część kart kodeksu Bentleyowi, co spowodowało rozproszenie części kart kodeksu. Scrivener czyn Wolfa określił mianem „barbarzyńskiego”. Większą część kart kodeksu nabył Edward Harley w 1731 roku i ta partia jest dziś przechowywana w British Library. Po jego śmierci kodeks wraz z całym księgozbiorem odziedziczyła jego żona, a następnie córka, Margaret Cavendish Bentinck (zm. 1785), po czym przeszedł na własność British Museum. Część zagubionych kart odnalazł Tregelles w 1845 roku, gdy przeglądał pozostawione przez Bentleya dokumenty.
Wolf w 1723 roku wydał wykaz jego wariantów. Wydanie jest niestaranne i łączone dla obu rękopisów (011 i 013, oznakowane jako A i B). Wettstein w swoim wydaniu Nowego Testamentu z 1751 wykorzystał pracę Wolfa. W 1772 Griesbach przeglądał jego tekst w Mt 6,6-9,18. W 1842 roku Tischendorf skolacjonował tekst tej partii rękopisu, która należała do kolekcji Harleya. Tregelles skolacjonował tekst całego kodeksu w 1847 roku. Tregelles opublikował jego facsimile (patrz ilustracja).
Kodeks znany był Wettsteinowi, który wciągnął go na listę rękopisów Nowego Testamentu i nadał mu siglum G. Pod takim samym siglum znajduje się na liście Griesbacha. Gregory w 1908 nadał mu siglum 011.
Kodeks jest przechowywany w British Library (Harley 5684). Połowa jednej jego karty przechowywana jest w Cambridge w (Trinity College B XVII.20). Kartę tę Wolf podarował Bentleyowi.
We współczesnych wydaniach Nestle-Alanda jest rzadko cytowany i tylko ex silentio. UBS4 cytuje go jako Byz, które to siglum służy do oznaczenia wszystkich rękopisów tradycji bizantyńskiej. Oznacza to, że jest cytowany tylko wtedy, gdy jest zgodny z całą grupą, do której został przypisany.